# Henry Austin
Henry Wilfred "Bunny" Austin, född 20 augusti 1906, London, England, död 20 augusti 2000 var en brittisk högerhänt tennisspelare. Henry Austin var Storbritanniens högst rankade spelare 1926-32 och 1937-38 och rankades som världstvåa 1931 och 1938. 
Austin upptogs 1997 i International Tennis Hall of Fame.

## Tenniskarriären
Henry Austin var framgångsrik både som singel- och dubbelspelare och var tillsammans med Fred Perry Storbritanniens bäste manlige tennisspelare under 1930-talet. Han nådde under karriären tre singel- och tre mixed dubbelfinaler i Grand Slam-turneringar, men lyckades inte vinna någon av dessa. 
Vid två tillfällen var Austin singelfinalist i Wimbledonmästerskapen (1932 och 1938). År 1932 mötte han i finalen amerikanen Ellsworth Vines som vann med sffrorna 6-4, 6-2, 6-2. Under den matchen sägs Vines vid matchbollen ha slagit den snabbaste serve som dittills hade presterats. Slaget beskrevs av samtida kommentatorer ha varit så kraftigt att det omedelbart efter det att Vines svingat sin racket över huvudet hade synts ett dammoln på Austins servelinje, följt av en duns i väggen bakom banan. Austin hade inte en chans att ens försöka returnera bollen. Vines slog 30 serve-ess på sina totalt 12 serve-game i den matchen. 
År 1938 mötte Austin Donald Budge i Wimbledonfinalen. Budge vann med 6-1, 6-0, 6-3. Budge blev det året den förste spelare som vann en "äkta Grand Slam, det vill säga seger i alla fyra GS-turneringar under ett och samma kalenderår.  
År 1937 spelade Austin final i Franska mästerskapen som han förlorade mot den tyske spelaren Henner Henkel (1-6, 4-6, 3-6). Austin spelade också vid tre tillfällen GS-finaler i mixed dubbel och nådde i singel sammanlagt 10 gånger minst kvartsfinal i Wimbledon.

### Davis Cup-spelaren Austin
Henry Austin deltog med stor framgång i det brittiska Davis Cup-laget 1929-37 . Han spelade totalt 48 matcher av vilka han vann 36. Under den perioden vann det brittiska laget, med Austin och Fred Perry som singelspelare, cup-titeln fyra år i följd (1933-36).
Lagets första världsfinal (Challenge Round 1933) spelades mot ett lag från Frankrike, de senaste sex årens segrare. Austin mötte den franske storspelaren Henri Cochet som vann med 5-7, 6-4, 4-6, 6-4, 6-4. I den andra singeln vann Austin över André Merlin (6-3, 6-4, 6-0). Det brittiska laget segrade med 3-2 i matcher.
Säsongen därpå, 1934, besegrade det brittiska laget USA i Challenge Round med 4-1 i matcher. Austin vann över både Sidney Wood och Frank Shields. År 1935 vann laget åter över ett amerikanskt lag, nu med 5-0 i matcher. Austin vann denna gång två mycket jämna matcher över Wilmer Allison (6-2,2-6, 4-6, 6-3, 7-5) och Donald Budge (6-2, 6-4, 6-8, 7-5). År 1936 spelades världsfinalen mellan Storbritannien och ett lag från Australien. Austin mötte flerfaldige Grand Slam-vinnaren Jack Crawford som han besegrade med 4-6, 6-3, 6-1, 6-1. Däremot förlorade han mot dubbelspecialisten Adrian Quist (4-6, 6-3, 5-7, 2-6).

## Spelaren och personen
Henry Austin var en mycket skicklig karismatisk tennisspelare och befann sig under ett årtionde i den absoluta världstoppen. Hans spelstil har karakteriserats som vacker med stilrena grundslag. Däremot saknade hans serve och smash kraft. Austin blev 1932 känd som den förste som tävlingsspelade iförd kortbyxor. 
Austin spelade under 1930-talet med en specialdesignad tennisracket, vars skaft bestod av 3 segment med syftet att minska luftmotståndet och öka stabiliteten. Modellen som kallades för "Streamline" tillverkades av firma Hazells. 